# Loken (Bräcke socken, Jämtland, 696789-148858)
Loken är en sjö i Bräcke kommun i Jämtland och ingår i Ljungans huvudavrinningsområde.